# Parigi-Bruxelles 1950
La Parigi-Bruxelles 1950, trentaseiesima edizione della corsa, si svolse il 16 aprile 1950 su un percorso di 326 km, con partenza da Parigi e arrivo a Bruxelles. Fu vinta dal belga Rik Van Steenbergen davanti al francese Guy Lapebie e al belga Karel De Baere.

## Ordine d'arrivo (Top 10)
| Pos. | Corridore           | Squadra | Tempo    |
| ---- | ------------------- | ------- | -------- |
| 1    | Rik Van Steenbergen |         | 9h02'48" |
| 2    | Guy Lapebie         |         | s.t.     |
| 3    | Karel De Baere      |         | s.t.     |
| 4    | Roger Chupin        |         | s.t.     |
| 5    | Marcel Rijckaert    |         | s.t.     |
| 6    | Roger Queugnet      |         | s.t.     |
| 7    | Urbain Caffi        |         | s.t.     |
| 8    | Rene Lauk           |         | s.t.     |
| 9    | Marcel Kint         |         | s.t.     |
| 9    | Marcel Lasne        |         | s.t.     |